# جايتانو بيراردي
جايتانو بيراردي (21 أغسطس 1988 سويسرا - ) هو لاعب كرة قدم سويسري، يلعب كمدافع.

## روابط خارجية
- جايتانو بيراردي على موقع قاعدة بيانات كرة القدم.إي يو (الإنجليزية)
- جايتانو بيراردي على موقع ناشيونال فوتبول تيمز (الإنجليزية)
- جايتانو بيراردي على موقع Soccerbase.com (لاعب) (الإنجليزية)
- جايتانو بيراردي على موقع Soccerway.com (الإنجليزية)
- جايتانو بيراردي على موقع عالم كرة القدم.نت (الإنجليزية)
- جايتانو بيراردي على موقع AS.com (الإسبانية)